# Aenasius lucidus
Aenasius lucidus är en stekelart som först beskrevs av Kerrich 1967.  Aenasius lucidus ingår i släktet Aenasius och familjen sköldlussteklar. Inga underarter finns listade i Catalogue of Life.